# Jistebník
Jistebník (německy Stiebnig) je obec v okrese Nový Jičín v Moravskoslezském kraji. Žije zde přibližně 1 700 obyvatel. Obec je nejčastěji spojována s chovem ryb.

## Název
Základem jména vesnice je staré (j)istba. Ve staré češtině označovalo jednak různé části domu, jednak mostní pilíř nebo oblouk, jednak též (vedle podoby jistebník) strážný domek baštýřův (rybníkářského pracovníka), jistebník pak též znamenalo "baštýř, hlídač rybníků". Německé jméno (ztráta první slabiky) se vyvinulo ze spojení s předložkou in, působil též lašský přízvuk na předposlední slabice.

## Historie
Jistebník vznikl na terase oderské nivy v souvislosti s rybničním podnikáním ve 14. století, jako vesnice Štibnyk. První písemná zmínka je z roku 1373. Původně náležel Jistebník k bíloveckému panství pánů z Kravař, později za pobělohorských konfiskací byl zvláštním samostatným statkem. V držení se zde vystřídalo několik rodů – Pražmové z Bílkova, Vilémovští z Kojkovic, Vanečtí z Jemničky, Želečtí z Počenic, Larisch-Mönnichové a v 19. století Blücherové z Washlstattu.
K rybníkářství se pojí zasvěcení farního kostela ze 16. století sv. Petru a Pavlu, patronům rybářského cechu. Obyvatelstvo se poněmčilo v 17. století v době rekatolizace, německá škola se poprvé uvádí k roku 1660. Vedle německé školy vznikly po první světové válce dvě menšinové školy v letech 1923-1926, obecná a měšťanská. V meziválečném období v obci působil dětský pěvecký sbor „Jistebnických zpěváčků“ pod vedením sbormistra a učitele Františka Lýska.
V poválečném období zde bylo JZD, rybářství, zahradnictví, dobrovolní hasiči, výroba proutěných výrobků atd. do sametové revoluce v roce 1989. Poté se díky proměnám ve společnosti přesunulo těžítko k větší rozmanitosti a demokratičtějšímu rozložení politických sil v obci. Díky této proměně se také nově stal Jistebník místem odpočinku ostravanů (např. tzv. „kolaři“), rybníkářství přetrvalo i nadále.

## Současnost
Obec má dvě části, takzvanou „vesnici“ poblíž obecního úřadu a Bezručovou osadu u nádraží. Leží v blízkosti Ostravy (10 km) a je vyhledávaným cílem příměstské rekreace i častou zastávkou na dálkové cyklotrase.

## Obyvatelstvo

Věková struktura obyvatel obce Jistebník roku 2011
Rodinný stav obyvatel obce Jistebník roku 2011
Vzdělání obyvatel obce Jistebník roku 2011

## Příroda
Obec sousedí s chráněnou krajinnou oblastí Poodří. Podél řeky Odry se člověk dostane do Polanské nivy.
Jistebnickou rybniční soustavu tvoří soubor dvaceti osmi menších i větších rybníků oddělených od sebe hrázemi a loukami. Vodní plochy s porosty rákosu a malými ostrůvky jsou domovem vodního ptactva. Romantická cesta mezi rybníky Bezruč a Křivý je lemována starými vrbami. Největší Jistebnický rybník pojmenovaný po Petru Bezručovi má rozlohu 0,7 km2.

## Zajímavost
Dle legendy zde pobýval básník Petr Bezruč, podle něhož je pojmenována jak osada, tak zdejší největší rybník. Traduje se zkazka o tom, jak si nedaleko železničního přejezdu kupoval ve třicátých letech 20. století známku na dopis. V místní trafice, která tam dříve stála, chtěl „marky“ (tedy německy známky), trafikantka jej nepoznala a vynadala mu, proč si o ně neřekne pěkně česky: známky. On se tomu nadšen smál, protože sám v časopisech bojoval za českou řeč.

## Pamětihodnosti
- Kostel sv. Petra a Pavla
- výpravní budova železniční stanice
- Základní Škola
- Galerijní ulice - originální ulice a galerie umění
- Galerijní rybník - rybník s instalací umělecké galerie dřevěných soch

## Galerie

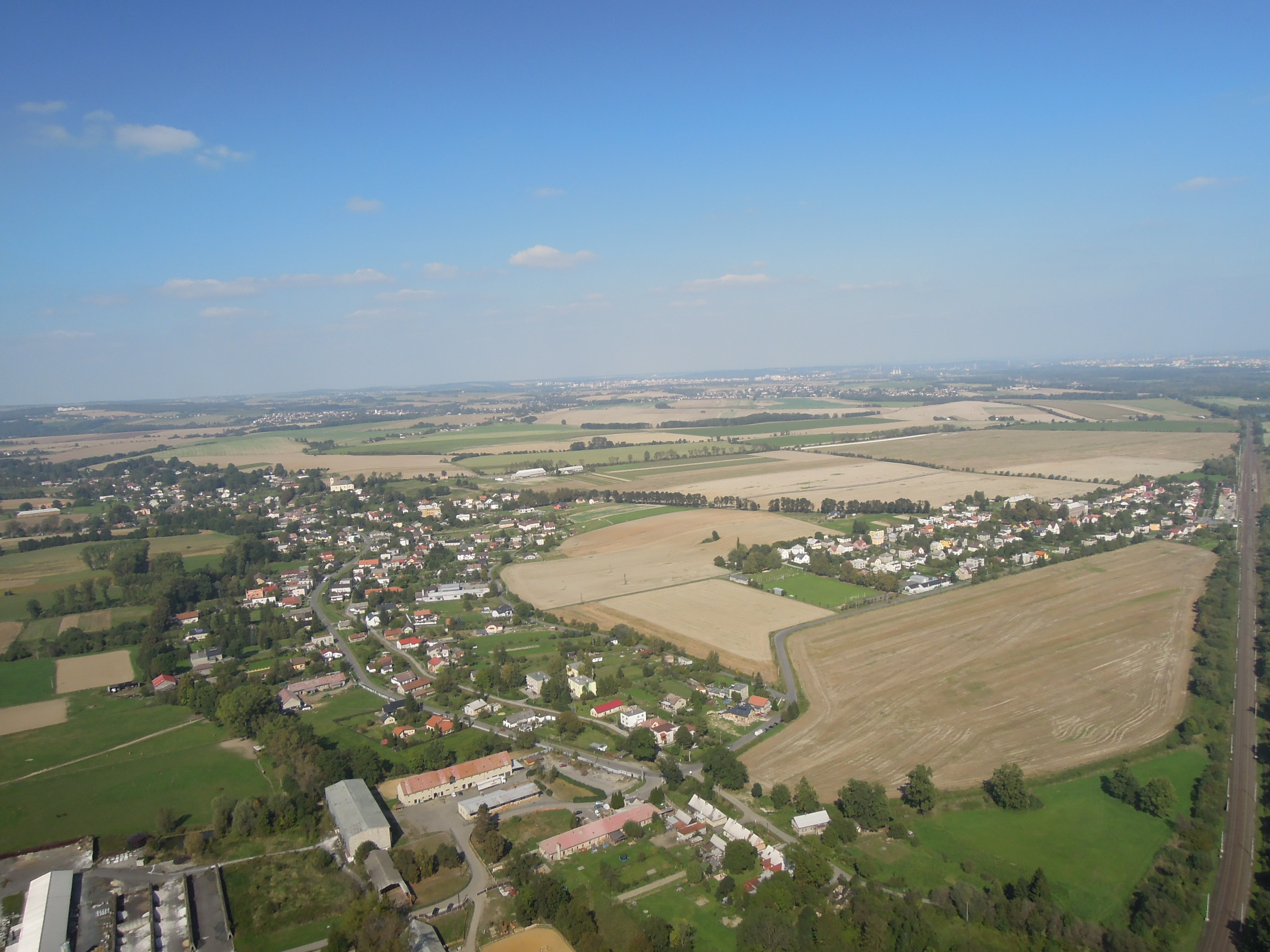
Letecký pohled na obec Jistebník
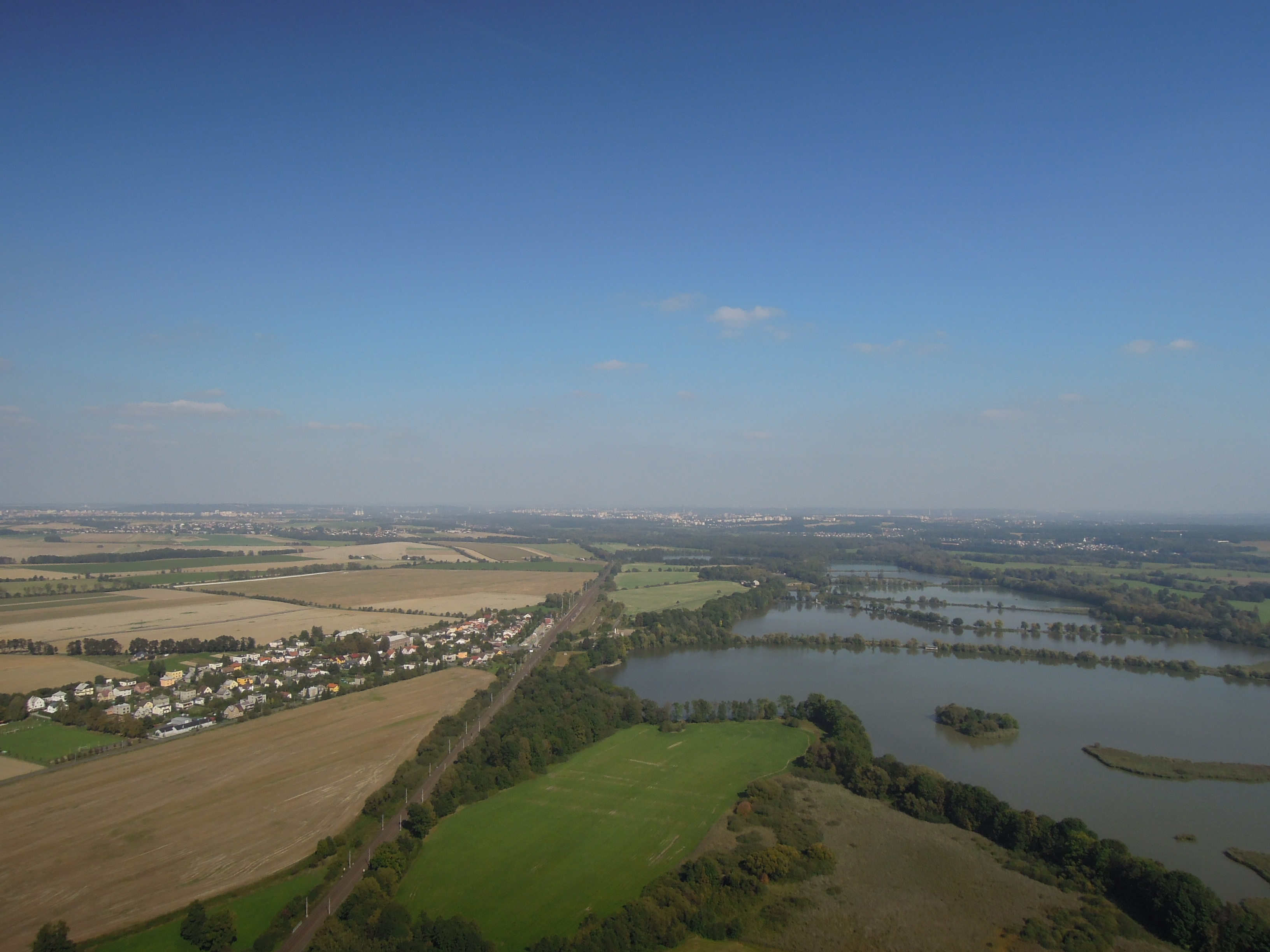
Vlevo část Jistebníku, uprostřed železniční trať 271 a vpravo Jistebnická soustava rybníků, část CHKO Poodří
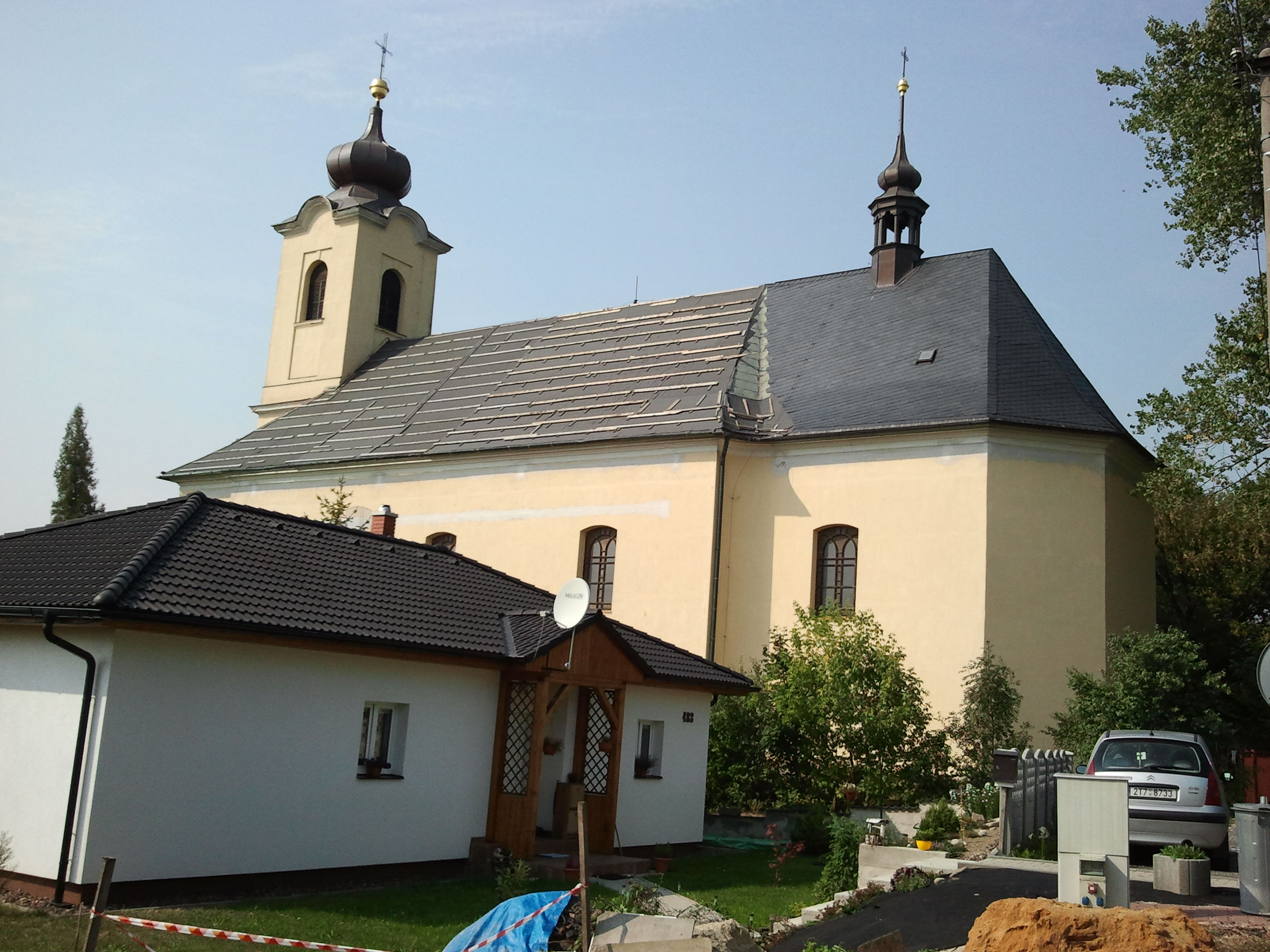
Kostel sv. Petra a Pavla